# أندريه هيلر
أندريه هيلر (بالألمانية: André Heller) (و. 1947  م) هو مخرج أفلام، وكاتب، وكاتب أغاني، وكاتب سيناريو، وفنان، وموسيقي، وممثل أفلام، ومقدم عروض ‏، ونحات نمساوي، ولد في فيينا، هو عضوٌ في الحزب الديمقراطي الاجتماعي النمساوي.

## جوائز
حصل على جوائز منها:
- رومي  [لغات أخرى]‏
- جائزة أمادايوس للموسيقى النمساوية [الإنجليزية]‏
- جائزة بامبي.

## وصلات خارجية
- أندريه هيلر على موقع IMDb (الإنجليزية)
- أندريه هيلر على موقع روتن توميتوز (الإنجليزية)
- أندريه هيلر على موقع مونزينجر (الألمانية)
- أندريه هيلر على موقع ألو سيني (الفرنسية)
- أندريه هيلر على موقع ميوزك برينز (الإنجليزية)
- أندريه هيلر على موقع أول موفي (الإنجليزية)
- أندريه هيلر على موقع قاعدة بيانات برودواي على الإنترنت (الإنجليزية)
- أندريه هيلر على موقع قاعدة بيانات الأفلام السويدية (السويدية)
- أندريه هيلر على موقع أول ميوزيك (الإنجليزية)
- أندريه هيلر على موقع ديسكوغز (الإنجليزية)
- أندريه هيلر على موقع ديسكوغز (الإنجليزية)